# FUEV
De Föderalistische Union Europäischer Volksgruppen (FUEV) is in 1949 opgericht als internationale koepel van organisaties die zich bezighouden met de autochtone minderheidstalen in Europa. De organisatie houdt kantoor in Flensburg. De voornaamste activiteiten zijn het uitgeven van boeken en folders over minderheidstalen en het organiseren van congressen over onderwerpen die met dat thema samenhangen.
De FUEV werd in 1989 door de Raad van Europa tot officieel adviseur inzake minderheidstalen benoemd. In 1995 verleenden de Verenigde Naties de FUEV dezelfde status. De FUEV is vertegenwoordigd in de vergaderingen van de OVSE.
De FUEV is ook bekend onder de Franse naam Union Fédéraliste des Communautés Ethniques Européenes (UFCE), de Engelse naam Federal Union of European Nationalities (FUEN) en de Russische naam Федералистский Союз Европеӣских Национальных Меньшиств (Federalistskij Sojoez Jevropeskich Natsional'nich Men'sjistv).
Voorzitter van de FUEV is de Reto-Romaanse Zwitser Romedi Arquint (stand april 2004).